# Эйн-Керем
Эйн-Ке́рем (ивр. עֵין כֶּרֶם‎, араб. عين كارم‎) — район юго-западной части Иерусалима. В переводе с иврита на русский название означает «Источник в винограднике». Присоединен к Иерусалиму в 1948 году.
На территории Эйн-Ке́рем расположен один из двух кампусов больницы «Хадасса» — одного из ведущих медицинских центров Израиля, а также ряд христианских церквей и монастырей.
В 2015 году Эйн-Керем был внесен в предварительный список объектов всемирного наследия ЮНЕСКО как традиционная деревня Восточного Средиземноморья и как место, важное для истории христианства.

## В христианской традиции
С этим местом христианская традиция связывает два важных события: рождение Иоанна Крестителя, он же Иоанн Предтеча, и встречу Девы Марии с Елизаветой, матерью Иоанна Крестителя.
В Эйн-Кереме на небольшом расстоянии друг от друга расположено несколько монастырей и церквей, в том числе:
- Горненский православный женский монастырь, основанный архимандритом Антонином (Капустиным) в 1871 году. Рядом с Казанской церковью Горненского монастыря находятся столб от дома праведных Захарии и Елизаветы и камень, на котором, по преданию, святой Иоанн Предтеча сказал народу свою первую проповедь.
- Католический храм Святого Иоанна Крестителя, построенный в 1939 году на месте развалин более ранних церквей. Здесь, по преданию, родился Иоанн Креститель в доме праведных Захарии и Елизаветы[3]. Место рождения Иоанна находится в гроте церкви, где под престолом на мраморной плите имеется надпись: «HIC PRECURSOR DOMINI NATUS EST» (Здесь родился Предтеча Господень).
- Церковь Посещения — католическая церковь (XX век) на руинах древней церкви на предполагаемом месте Встречи Марии и Елизаветы, произошедшей в загородном доме праведных Захарии и Елизаветы[4].
- Греческая православная церковь, построенная в 1894 году на месте более ранней церкви.
- Монастырь Сестер Сиона, принадлежащий ордену Богоматери в Сионе (фр. Notre Dame de Sion). Монастырь Сестер Сиона основан в 1860 году крестившимся евреем Альфонсом Ратисбоном, здесь же и похороненным.

В 3 км западнее от Эйн-Карема находится францисканский монастырь святого Иоанна Крестителя в Пустыни, построенный в начале XX века на месте, где, по преданию, праведная Елизавета укрывала младенца Иоанна от преследования воинов царя Ирода (Избиение младенцев). На территории монастыря находятся гробница праведной Елизаветы и грот, в котором, по преданию, Елизавета укрыла Иоанна, и жил Иоанн после смерти своей матери. Интерьер церкви расписан фресками мелкитами-католиками, арендовавших монастырь с 1978 по 2001 год.

## Фотогалерея
- Церковь Посещения. Мозаичная фреска на наружной стене.
- Церковь Посещения. Фреска под куполом Нижней Церкви.
- Церковь Посещения. Фреска под куполом Нижней Церкви.
- Церковь Посещения. Фреска под куполом Нижней Церкви.
- Церковь Посещения. Фреска Верхней Церкви.
- Церковь Посещения. Фреска Верхней Церкви.
- Церковь Посещения. Фреска Верхней Церкви.
- Церковь Посещения. Фреска Верхней Церкви.
- Церковь Посещения. Фреска Верхней Церкви.
- Церковь Посещения. Алтарь.
- Церковь Посещения. Задняя стена.
- Святой Иоанн на го́рах. Вход в монастырь.
- Святой Иоанн на го́рах. Колокольня монастыря с курантами.
- Святой Иоанн на го́рах. Алтарь.
- Святой Иоанн на го́рах. Место рождения Иоанна-Крестителя.
- Вход в монастырь «Сёстры Сиона».
- Могила Альфонса Ратисбона в монастыре «Сёстры Сиона».